# François-Xavier Chouinard
François-Xavier Chouinard a été avocat, greffier à l'hôtel de ville de Québec de 1927 à 1961,, journaliste, historien, conférencier, musicien, écrivain et poète.

## Biographie
François-Xavier Chouinard est né à Québec le 4 novembre 1893, de Honoré-Julien-Jean-Baptiste Chouinard et Marie-Louise-Isabelle Juchereau-Duchesnay.  Il a épousé Bernadette Rouillard le 19 septembre 1922 et a eu deux filles, Suzanne Martel et Monique Corriveau. Il est décédé dans la même ville le 18 janvier 1972 et repose au cimetière Notre-Dame-de-Belmont.
Il a fait ses études de droit à l'Université Laval, a été reçu avocat en 1919, mais n'a jamais plaidé. Après un bref séjour en Europe, où il a étudié la musique et la littérature, il est devenu secrétaire du maire en 1920 à la cité de Québec, puis a été nommé greffier de la ville, en remplacement de son père, en mars 1927. Il a conservé ce poste jusqu'en avril 1961.
C'est chez le sénateur Philippe-Auguste Choquette, invité par son fils Auguste, violiniste à ses heures, qu'il rencontrit les musiciens avec qui il forma un quatuor à cordes. Il a été violoniste, élève de J.-A. Gilbert, et a formé un quatuor avec Robert Talbot, le violoncelliste et beau-fils de du juge C.-E. Dorion, Henri Talbot et le deuxième violon Armand Beaudry, qui s'est produit en concert dans la province de Québec durant huit années.
Il s'est intéressé à la petite histoire de la ville de Québec : il a publié des articles dans la revue Concorde,, revue publiée par les fonctionnaires municipaux, parfois sous le pseudonyme de Robert Giffard, ainsi que fait des conférences. Il a écrit aussi dans le Bulletin de la Société de géographie de Québec.
Il était réputé être un homme pittoresque et spirituel avec un humour redoutable.Son réseau relationnel était important et comportait les cercles musicaux de l'époque dont Omer Létourneau et Ernest Lavigne, puis les membres des cercles mondains comme les Choquette.
Un fonds d'archives de François-Xavier Chouinard est conservé aux archives de la Ville de Québec.
Il fut voisin sur la rue de Bernières de Jean Poliquin, filleul de Rodolphe Forget, dont il était lié par la famille.